# Kirt Manwaring
Kirt Dean Manwaring (Elmira, Nueva York, 15 de julio de 1965), más conocido como Kirt Manwaring, es un exjugador profesional estadounidense de béisbol que se desempeñó en la posición de cácher en las Grandes Ligas de Béisbol (MLB). Logró obtener un Guante de Oro.

## Carrera
Manwaring jugó como profesional diez temporadas en San Francisco Giants (1987-1996), después pasó a Houston Astros (1996), luego a Colorado Rockies, donde jugó tres temporadas (1997-1999), y fue el equipo en el que se retiró.

## Premios
Fue galardonado con el Guante de Oro en una oportunidad (1993).